# Jomala
Jomala är en kommun i landskapet Åland i Finland. Jomala har närmare 5 800 invånare och har en yta på 687 km², varav 543,3 km² är vatten. 

## Ortnamnet
Jomala omnämns i skrift som Jumala 1351. Andra former som förekommit är Jwmala 1356, Jomalum 1414, Jomala 1486 och Jwmala 1494. Ortsnamnets betydelse och ursprung är omtvistat och flera olika tolkningsförslag har lagts fram. En vanlig tolkning som stöds av flera forskare är att namnet kommer från finska jumala som betyder ”gud”. Teorin kan byggas ut med att jumala avser någon typ av hamnmärke (ett hamnmärke med association till det finska ordet jumala ”gud”) eftersom tre Jomalö med hamnmöjligheter för sjöfarare finns på Åland. Enligt en annan teori är ursprunget svenskspråkigt och kommer av fornspråkets jór ”häst” och mal ”stenig mark”.

## Geografi
Jomala ligger på Fasta Åland och gränsar i väster till Hammarlands kommun, i norr till Finströms kommun, i öster till Lemlands och Sunds kommuner samt i söder till Mariehamns stad.
I kommunen finns byarna Andersböle, Björsby, Brändö, Buskböle, Dalkarby, Djurvik, Gottby, Gölby, Hammarudda, Hindersböle, Ingby, Jettböle, Jomalaby, Karrböle, Kungsö, Möckelby, Norrsunda, Prästgården by, Ramsholmen, Ringsböle, Sviby, Södersunda, Torp, Ulfsby, Vargsunda, Vestansunda, Vesterkalmare, Ytterby, Ödanböle, Önningeby, Österkalmare och Överby
Här finns också sundet Bursundet, fjärden Slemmern, viken Torpfjärden, sjön Vargsundet, udden Kalmarnäs, halvöarna Gregersö, Jomalön, ön Lagneskär, och naturskyddsområdet Ramsholmen.
Örens båthamn ligger vid Slemmerns strand, den drivs av en förening.

## Sevärdheter
- Jomala kyrka är helgad åt Ålands skyddshelgon Sankt Olof som för övrigt även är avbildad på Jomalas kommunvapen. Kyrkan är allmänt ansedd som Ålands äldsta kyrka.[6]
- Kungsö batteri var ett av de tio kustbatterier som ryssarna uppförde på Åland under första världskriget.[7]
- Önningebymuseet berättar om konstnärskolonin kring Victor Westerholm.[8]
- Lemströms kanal, som skiljer Jomala och Lemland åt, har alltid varit en viktig sjöfartsled.[9]
- Ingbyberget genomkorsas av brottlinjer och förkastningsstup och bjuder också på utsiktstorn, bronsåldersgravar och stenåkrar.[8]
- Fornlämningarna i Jettböle är en av Nordens mest kända stenålderboplatser.[8]
- Borgberget i Dalkarby har rester av en vikingatida landborg.[8]
- Vid Kasberget i Dalkarby finns ett bronsålderskummel.[8]

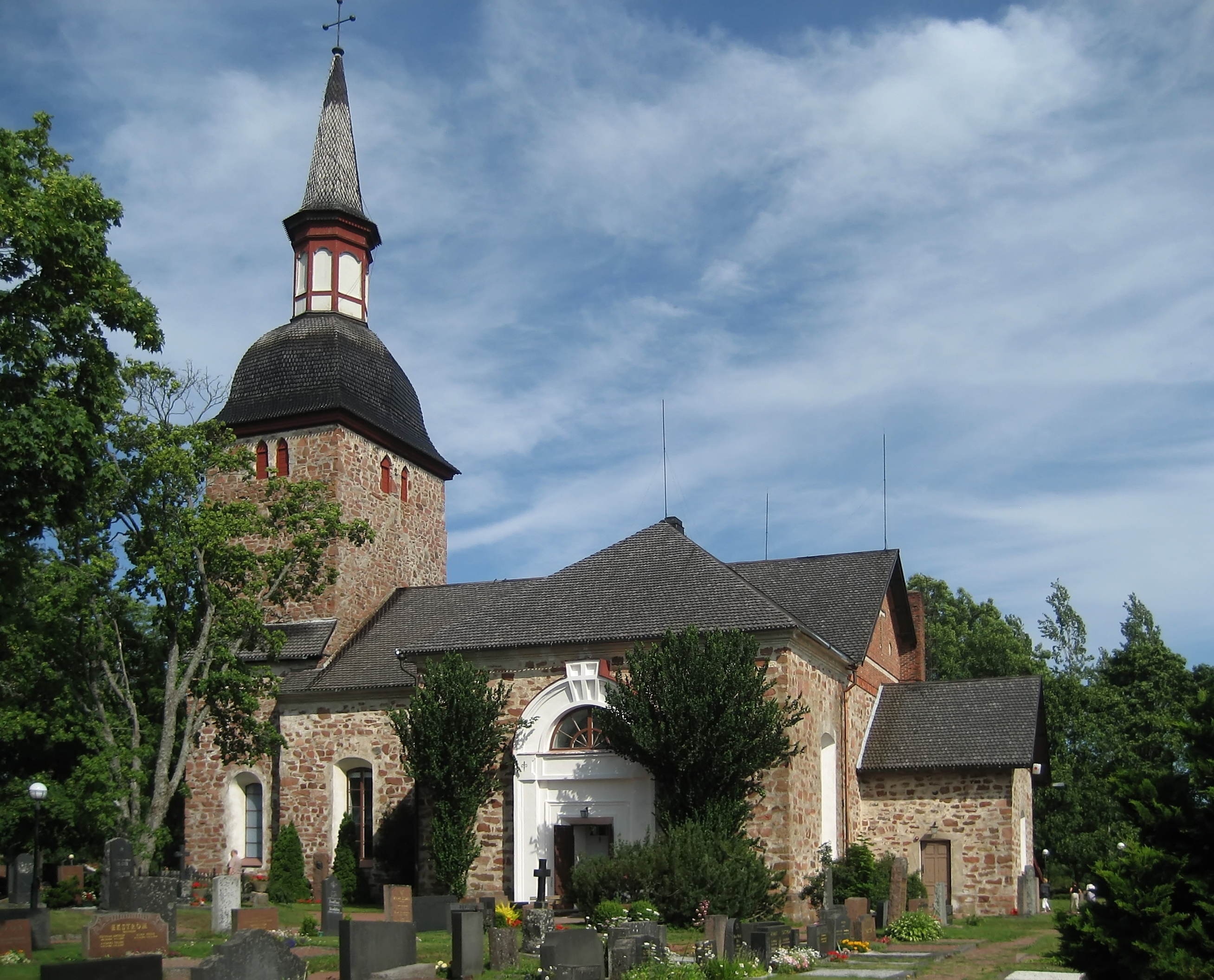
Jomala kyrka helgad åt S:t Olof
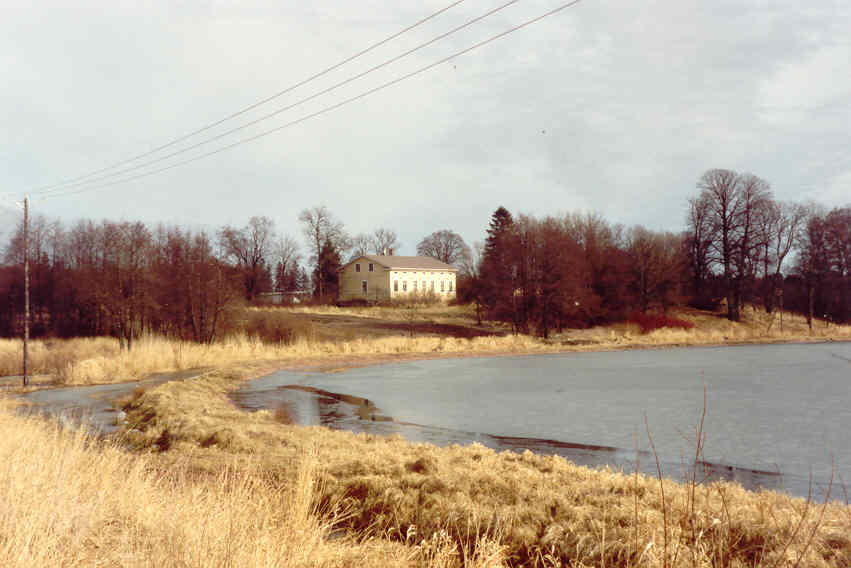
Jomala prästgård vid Dalkarby träsk
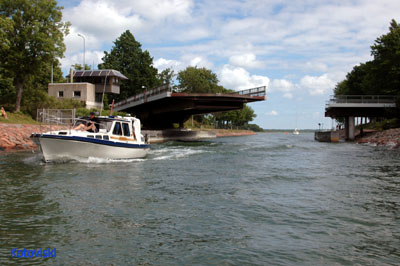
Lemströms kanal

## Demografi

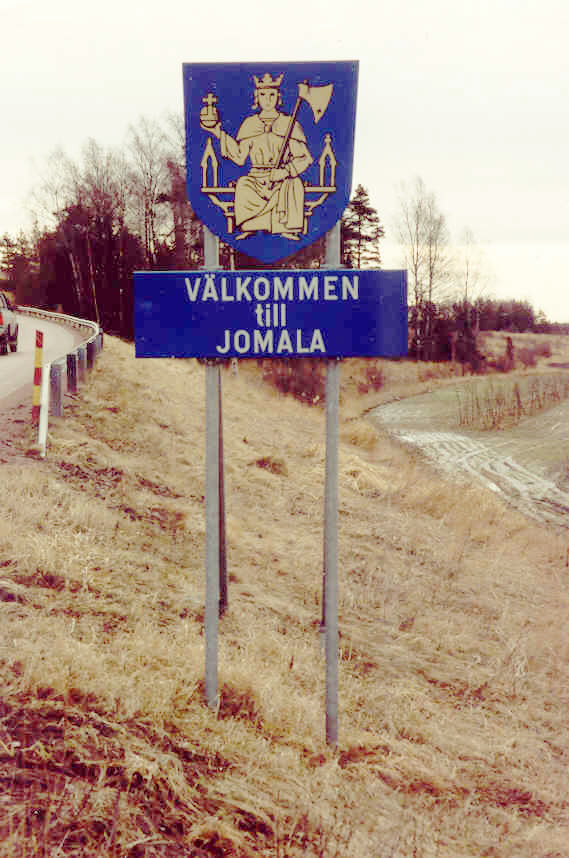
Vägskylt med kommunvapnet som föreställer S:t Olof

Jomala har växt mycket snabbt under senare år.

### Befolkningsutveckling
| Befolkningsutvecklingen i Jomala kommun 1910–2020              | Befolkningsutvecklingen i Jomala kommun 1910–2020 | Befolkningsutvecklingen i Jomala kommun 1910–2020 | Befolkningsutvecklingen i Jomala kommun 1910–2020 | Befolkningsutvecklingen i Jomala kommun 1910–2020 |
| -------------------------------------------------------------- | ------------------------------------------------- | ------------------------------------------------- | ------------------------------------------------- | ------------------------------------------------- |
|                                                                |                                                   |                                                   |                                                   |                                                   |
| År                                                             |                                                   |                                                   | Folkmängd                                         |                                                   |
| 1910                                                           | 1910                                              |                                                   | 2 418                                             |                                                   |
| 1920                                                           | 1920                                              |                                                   | 2 370                                             |                                                   |
| 1930                                                           | 1930                                              |                                                   | 2 176                                             |                                                   |
| 1940                                                           | 1940                                              |                                                   | 2 735                                             |                                                   |
| 1950                                                           | 1950                                              |                                                   | 3 413                                             |                                                   |
| 1960                                                           | 1960                                              |                                                   | 1 977                                             |                                                   |
| 1970                                                           | 1970                                              |                                                   | 2 051                                             |                                                   |
| 1980                                                           | 1980                                              |                                                   | 2 615                                             |                                                   |
| 1990                                                           | 1990                                              |                                                   | 3 025                                             |                                                   |
| 2000                                                           | 2000                                              |                                                   | 3 328                                             |                                                   |
| 2010                                                           | 2010                                              |                                                   | 4 098                                             |                                                   |
| 2020                                                           | 2020                                              |                                                   | 5 386                                             |                                                   |
| Anm: Uppgifterna avser förhållandena den 31 december varje år. |                                                   |                                                   |                                                   |                                                   |

### Språk
Befolkningen efter språk (modersmål) den 31 december 2024.
| Språk    | Enligt 2024-12-31 | Enligt 2024-12-31 |
| Språk    | Antal             | Andel (%)         |
| -------- | ----------------- | ----------------- |
| Totalt   | 5 789             | 100,0             |
| Svenska  | 5 056             | 87,3              |
| Finska   | 261               | 4,5               |
| Rumänska | 104               | 1,8               |
| Lettiska | 46                | 0,8               |
| Estniska | 45                | 0,8               |
| Thai     | 29                | 0,5               |
| Ryska    | 25                | 0,4               |
| Engelska | 24                | 0,4               |
| Övrigt   | 199               | 3,5               |

|  | Svenska (87,3 %) |

|  | Finska (4,5 %) |

|  | Övrigt (8,2 %) |

|  | Svenska (87,3 %) |

|  | Finska (4,5 %) |

|  | Övrigt (8,2 %) |

## Vänorter
- Pihtla, Ösel, Estland
- Knivsta, Sverige

## Kända profiler
Personer som bor eller har bott i Jomala, eller har sitt ursprung i kommunen:
- Janne Holmén, långdistanslöpare